# Kai Wagner
Pour les articles homonymes, voir Wagner.
Kai Wagner, né le 15 février 1997 à Geislingen an der Steige en Allemagne, est un footballeur allemand qui joue au poste d'arrière gauche au Union de Philadelphie.

## Biographie

### Würzburger Kickers
Passé par le SSV Ulm 1846 dans les équipes de jeunes, Kai Wagner passe aussi par le centre de formation du FC Schalke 04, sans pour autant accéder à l'équipe première. Lors de l'été 2017, il rejoint le Würzburger Kickers, en troisième division allemande. Il joue son premier match sous ses nouvelles couleurs le 6 août 2017, face au FC Magdebourg. Il est titulaire lors de cette rencontre, qui se solde par la défaite des siens sur le score de deux buts à un. Il s'impose comme titulaire au sein cette équipe et joue 47 matchs toutes compétitions confondues avec ce club.

### Union de Philadelphie
Le 6 février 2019, Kai Wagner s'engage avec le Union de Philadelphie, club de Major League Soccer. 
Il joue son premier match pour son nouveau club lors d'une rencontre de championnat face au Toronto FC le 2 mars 2019. Son équipe s'incline sur le score de trois buts à un ce jour-là. Wagner marque son premier but le 15 juillet 2020 contre l'Inter Miami. Titulaire, il ouvre le score et contribue à la victoire des siens (2-1 score final).
Lors de sa première saison en MLS, il s'affirme en étant considéré comme l'un des meilleurs défenseurs latéral gauche de la ligue,.

## Statistiques
| Saison                | Club                  | Championnat                | Championnat | Championnat | Coupe(s) nationale(s) | Coupe(s) nationale(s) | Compétition(s) continentale(s) | Compétition(s) continentale(s) | Compétition(s) continentale(s) | Séries | Séries | Autres compétitions | Autres compétitions | Autres compétitions | Total | Total |
| Saison                | Club                  | Division                   | M.          | B.          | M.                    | B.                    | Comp.                          | M.                             | B.                             | M.     | B.     | Comp.               | M.                  | B.                  | M.    | B.    |
| 2015-2016             | SSV Ulm 1846          | Oberliga Baden-Württemberg | 32          | 1           | -                     | -                     | -                              | -                              | -                              | -      | -      | WÜR                 | 2                   | 0                   | 34    | 1     |
| 2016-2017             | FC Schalke 04 B       | Regionalliga Ouest         | 33          | 0           | -                     | -                     | -                              | -                              | -                              | -      | -      | -                   | -                   | -                   | 33    | 0     |
| 2017-2018             | FC Würzburger Kickers | 3. Liga                    | 27          | 0           | 0                     | 0                     | -                              | -                              | -                              | -      | -      | BAV                 | 3                   | 0                   | 30    | 0     |
| 2018-2019             | FC Würzburger Kickers | 3. Liga                    | 13          | 0           | -                     | -                     | -                              | -                              | -                              | -      | -      | BAV                 | 4                   | 0                   | 17    | 0     |
| Sous-total            | Sous-total            | Sous-total                 | 40          | 0           | 0                     | 0                     | -                              | -                              | -                              | 0      | 0      | -                   | 7                   | 0                   | 47    | 0     |
| 2019                  | Union de Philadelphie | MLS                        | 30          | 0           | 0                     | 0                     | -                              | -                              | -                              | 2      | 0      | -                   | -                   | -                   | 32    | 0     |
| 2020                  | Union de Philadelphie | MLS                        | 17          | 1           | -                     | -                     | -                              | -                              | -                              | 1      | 0      | -                   | -                   | -                   | 18    | 1     |
| 2021                  | Union de Philadelphie | MLS                        | 33          | 3           | -                     | -                     | LCC                            | 6                              | 0                              | 2      | 0      | -                   | -                   | -                   | 41    | 3     |
| 2022                  | Union de Philadelphie | MLS                        | 14          | 0           | 1                     | 0                     | -                              | -                              | -                              | -      | -      | -                   | -                   | -                   | 15    | 0     |
| Sous-total            | Sous-total            | Sous-total                 | 94          | 4           | 1                     | 0                     | -                              | 6                              | 0                              | 5      | 0      | -                   | 0                   | 0                   | 106   | 4     |
| Total sur la carrière | Total sur la carrière | Total sur la carrière      | 199         | 5           | 1                     | 0                     | -                              | 6                              | 0                              | 5      | 0      | -                   | 9                   | 0                   | 220   | 5     |